# Othmar Huber (Kunstsammler)
Othmar Huber (* 5. April 1892 in Oberkulm; † 27. Dezember 1979 in Glarus, reformiert, heimatberechtigt in Oberkulm) war ein Schweizer Augenarzt und Kunstsammler.

## Leben
Othmar Huber wurde am 5. April 1892 als Sohn des Besitzers des Hofes Wolfgalgen Friedrich Huber in Oberkulm geboren. Nach der Absolvierung der Kantonsschule in Aarau studierte Huber von 1912 bis 1919 Medizin in Genf, Zürich, Berlin und Prag.
In der Folge spezialisierte Huber sich auf die Ophthalmologie. So führte er Privatpraxen zwischen 1922 und 1923 in St. Gallen sowie zwischen 1924 und 1973 in Glarus. Zudem stand er von 1924 bis 1962 der Augenabteilung am Kantonsspital Glarus als Chefarzt vor.
Othmar Huber, der 1922 Dr. phil. Berta, die Tochter des Bijoutiers Adolf Bindschedler, ehelichte, verstarb am 27. Dezember 1979 im Alter von 87 Jahren in Glarus.

## Wirken
Othmar Huber liess 1927 am Glarner Kantonsspital eine neue ophthalmologische Abteilung einrichten. Daneben war er auch ein bedeutender Kunstsammler und baute eine international beachtete Kunstsammlung auf, die sich heute als Stiftung in den Kunstmuseen Bern, Aarau und Glarus befindet. In den Jahren 1933 bis 1940, 1947 bis 1950 beziehungsweise 1959 bis 1971 fungierte Huber als Präsident des Glarner Kunstvereins.

## Ehrung
- 1973: Erster Träger des Kulturpreises des Kantons Glarus;